# دیوید گارسیا (بازیکن فوتبال زاده ۱۹۸۰)
دیوید گارسیا (انگلیسی: David García؛ زادهٔ ۳ فوریهٔ ۱۹۸۰) بازیکن فوتبال اهل اسپانیا است.
از باشگاه‌هایی که در آن بازی کرده‌است می‌توان به باشگاه فوتبال بارسلونا سی، باشگاه خیمناستیک تاراگونا، باشگاه فوتبال بارسلونا بی، باشگاه فوتبال کادیس، و باشگاه فوتبال بارسلونا اشاره کرد.
وی همچنین در تیم ملی فوتبال زیر ۱۸ سال اسپانیا بازی کرده‌است.